# Quatrième tour des éliminatoires de la zone Asie de la Coupe du monde de football 2022
Cet article détaille le résultat du quatrième tour de la zone Asie pour les éliminatoires de la Coupe du monde 2022 qui se joue le 7 juin 2022. Ce tour était initialement prévu entre le 11 et 16 novembre 2021,, mais les dates et le format ont été modifiés en novembre 2020 en raison de la crise sanitaire de Covid-19 en Asie.

## Format
Les deux équipes classées troisièmes de leur groupe du troisième tour s'affrontent sur un seul match et sur terrain neutre (au Qatar). Le vainqueur se qualifie pour les barrages intercontinentaux qui se déroulent au Qatar la semaine suivante.

## Équipes qualifiées
| Groupe (3e tour) | Équipe              |
| ---------------- | ------------------- |
| A                | Émirats arabes unis |
| B                | Australie           |

## Résultat
Le match a eu lieu le 7 juin 2022. L'Australie a battu les Émirats arabes unis 2-1 et se qualifie pour le barrage contre le Pérou.
| Équipe 1            | Résultat | Équipe 2  |
| ------------------- | -------- | --------- |
| Émirats arabes unis | 1 - 2    | Australie |

| 7 juin 2022   | Émirats arabes unis | 1 - 2   | Australie                | Stade Ahmad-bin-Ali, Al Rayyan ( Qatar)                   |                                                           |
| 21h00 (UTC+3) | Caio (en) 57e       | (0 - 0) | 53e Irvine · 84e Hrustic | Arbitrage : Ilgiz Tantashev Arbitre vidéo : Muhammad Taqi | Arbitrage : Ilgiz Tantashev Arbitre vidéo : Muhammad Taqi |
| 21h00 (UTC+3) | Mabkhout 34e        | Rapport | 55e Hrustic              | Arbitrage : Ilgiz Tantashev Arbitre vidéo : Muhammad Taqi | Arbitrage : Ilgiz Tantashev Arbitre vidéo : Muhammad Taqi |